# حدیبو
حدیبو (به عربی: حدیبو) یک منطقهٔ مسکونی در یمن است که در استان ارخبیل سقطری واقع شده‌است.